# Инцидент в Крагуевац (1914)
Инцидентът в Крагуевац от 1914 година е случай, при който първите мобилизирани български новобранци от Македония демонстративно отказват да положат военна клетва за вярност на 14 април 1914 г. в Крагуевац, Сърбия.
След 1908 г. младотурците правят опити да наложат задължителна военна повинност и за християнското население. Новата мярка е посрещната неохотно сред българите в Македония. Когато обаче Сърбия се опитва да въведе военна повинност след Балканската война населението категорично се противопоставя. Първите мобилизирани младежи от Щипско, Радовишко и Тиквешко на 21 март 1914 г. тръгват под конвой за Сърбия. Когато се събират на гара Велес, всички задружно запяват „Шуми Марица“. Сръбските офицери дават заповед незабавно новобранците да бъдат натоварени в специален влак. Още тук те започват да викат: „Ние сме българи и не желаем да служим в сръбската войска.“
На 22 март новобранците пристигат в Крагуевац, където им е уредено посрещане. В тяхна чест в казармата е отслужен водосвет и са произнесени приветствени речи. Когато впоследствие им съобщават датата, на която трябва да положат клетва, няколко от тях се събират, за да обсъдят какво да правят. Предлага се да откажат клетвата независимо от последиците. В деня на клетвата (14 април 1914 г.) младежите са строени пред казармите. В средата е трибуната, на която са наредени духовенството, висшите военни началници и административни чиновници, както и чуждестранни дипломатически представители, поканени от Белград. Отстрани се е събрало цялото гражданство. Приветства ги командващият генерал. След това се пристъпва към полагане на войнишката клетва. Военната музика свири сръбския химн и свещеник започва да чете клетвата. Тогава обаче се разнасят се викове: „Ние сме българи! Не приемаме клетвата! Да живее България!“. Войнишкият строй се разкъсва, настъпва хаос. Всички присъстващи изпадат в паника. Гражданството бяга. Две въоръжени роти обграждат новобранците от всички страни. Командващият генерал дава заповед да се строят отново. Властите се опитват пак да дадат официален характер на тържеството. Архимандритът отново чете клетвата, но като вижда, че всички мълчат, произнася слово, в което изказва съжалението си, че младежите са попаднали под влияние на „българска пропаганда“. Церемонията е прекратена.
Съдбата на новобранците е различна. Шест души успяват още същата вечер, преоблечени като селяни, да вземат влака и да слязат на спирка преди Куманово. След редица премеждия те се присъединяват към четите на ВМОРО, които ги прехвърлят в България. Други са арестувани и подложени на изтезания, за да признаят кои са инициаторите на бунта. Едва когато започва войната между Австро-Унгария и Сърбия, се поставя край на тези изтезания. Полкът е разформирован, а останалите живи новобранци, конвоирани като пленници, са разпръснати по военните части в Крушевац, Зайчар, Ниш и разпределени по един между 10 сръбски войника. Повече от 100 души изчезват безследно по време на разследванията, а 22-ма от отказалите да дадат клетва са толкова бити, че са починали. Нито един младеж обаче не дава клетва за вярност.
Събитието в Крагуевац намира широк отзвук в политическите и дипломатическите кръгове на Балканите и в Европа. Този въпрос се разисква и в българското Народно събрание. Народният представител Никола Наумов запитва министър-председателя Васил Радославов какво знае за инцидента в Крагуевац. Радославов отговаря, че е правено запитване по дипломатически път, но сръбското правителство мълчи. Тогава Наумов сам отива в Белград и пред него Никола Пашич дава „честна дума“, че „нямало клане“. Наумов обаче успява да разбере, че някои от отказалите да дадат клетва новобранци са осъдени и ще бъдат разстреляни. На 20 май 1914 г. в. „Балканска трибуна“ помества официално съобщение на БТА, озаглавено „Зверствата в Крагуевац“, в което се казва, че въпреки всичките си старания сърбите не са успели да скрият кървавата афера в Крагуевац и истината за ужасните насилия, извършени в този град над българските младежи.